# Bombardamento di Buccino
Il bombardamento alleato di Buccino del 16 settembre 1943 rappresenta una delle vicende più dolorose e tragiche della storia buccinese. Una tragedia silenziosa, che la comunità ha nascosto tra le sue pieghe più intime, quasi a proteggerne pudicamente l'indelebile ricordo.
Non poteva esistere un esercito cobelligerante italiano, nella ovvia considerazione che l'Italia dichiarerà guerra alla Germania oltre un mese dopo il fatto.

## Il contesto
L'incursione aerea che avvenne a Buccino il 16 settembre 1943 è collegata all'operazione Avalanche, il nome in codice dello sbarco degli anglo-americani lungo il litorale salernitano.
Gli obiettivi degli Alleati erano quelli di prendere alle spalle i tedeschi che si ritiravano dalla Sicilia, risalendo la Calabria, per impadronirsi dell'Italia meridionale e dei suoi strategici aeroporti, innanzitutto quello di Foggia, e quindi raggiungere rapidamente Napoli con l'obiettivo di liberare Roma. Non potendo contare su un esercito italiano cobelligerante, lasciato allo sbando dai comandanti fuggiti con il re al Sud, gli Alleati si trovarono ad affrontare la resistenza dei tedeschi che ad un certo punto dell'operazione sembravano essere in grado di respingere gli anglo-americani.
Sul fronte dello sbarco erano state richiamate, infatti, la 3ª e la 29ª Divisione Panzergrenadier, fino ad allora rispettivamente collocate la prima nei pressi di Roma e la seconda in Calabria a contrastare l'avanzata inglese, che si aggiunsero alla 16ª Divisione Corazzata, situata proprio nel luogo dello sbarco e che era stata allertata già nel pomeriggio dell'8 settembre.
Nel pomeriggio del 16 settembre, nei pressi di Vallo della Lucania, avvenne l'unione tra l'armata americana e quella inglese, in risalita dalla Calabria; i tedeschi, essendosi resi conto della preponderanza delle forze alleate, decisero di ritirarsi verso Roma.

## I fatti
In questa fase, le zone interne del salernitano, come quella di Buccino, si ritrovarono coinvolte nella guerra, nei giorni successivi allo sbarco alleato conobbero la triste realtà dei bombardamenti aerei, che fino a quel momento aveva interessato esclusivamente le città più grandi. Infatti i tedeschi in risalita verso Roma, essendo impossibilitati a passare per Salerno, utilizzarono le strade interne per ritirarsi, tra cui la SS. 91 che permetteva di arrivare ad Avellino e quindi a Napoli attraverso Contursi. Fu proprio questo itinerario seguito dai tedeschi il motivo per cui gli Alleati bombardarono la zona compresa tra Buccino e Contursi.
Nei giorni precedenti e ancora per qualche giorno essi avrebbero portato morte e distruzione in tanti paesi della zona (innanzitutto Eboli e Battipaglia, ma anche Serre, Altavilla Silentina, Campagna, Contursi, ecc.) con numerosi bombardamenti distruttivi: in tutti i paesi della diocesi di Campagna si contarono oltre 250 vittime. Dopo lo sbarco di Salerno, anche le zone più interne furono sottoposte ad una continua sorveglianza e alle incursioni dell'aviazione alleata con l'obiettivo di rallentare e, laddove possibile, impedire la ritirata verso Napoli e Roma delle divisioni tedesche che erano a sud di Salerno.
Già prima del 16 settembre il cielo di Buccino era stato interessato più volte dai passaggi di aerei alleati, sia quelli diretti nelle zone dello sbarco sia dai ricognitori che avevano il compito di verificare e documentare la presenza dei tedeschi e la loro posizione. Essi passavano in genere nel tardo pomeriggio, gettando anche caramelle, cioccolatini e volantini in cui informavano la popolazione della liberazione ormai vicina e la invitavano a non collaborare con i tedeschi. Fu proprio uno di questi ricognitori, che sorvolò a bassa quota Buccino il 15 settembre, ad individuare, sotto i platani di viale Marconi, una colonna tedesca che, proveniente da sud, quella stessa mattina era risalita in paese dalla sottostante Strada Nazionale, suscitando i timori giustificati della popolazione buccinese.
La notte tra il 15 e il 16 settembre un capitano tedesco a capo della colonna, accompagnato da alcuni militari armati di mitra, sotto minaccia di bombardare il paese pretese dai buccinesi la fornitura per il giorno successivo di un certo quantitativo di carne necessaria al loro sostentamento e a quello dei loro prigionieri italiani e alleati. Il maresciallo Amedeo Cerreto, comandante della stazione dei Carabinieri e governatore militare del paese, invitò i cittadini a collaborare per ottenere dai proprietari quanto richiesto dai tedeschi. Allo stesso scopo si adoperò anche il podestà Ernesto Grieco per evitare tragiche rappresaglie. Grazie all'impegno del ragioniere Beniamino Mastursi e dei fratelli Fuccia, suoi cugini, i proprietari di bestiame furono convinti a consegnare la carne.
La mattina del 16 settembre ci si accorse che la colonna tedesca era andata via durante la notte senza ritirare la carne promessa. Il motivo del comportamento dei tedeschi è rimasto ignoto, forse legato ad ordini ricevuti durante la notte o a informazioni circa i movimenti degli alleati. Il paese pensò di aver riacquistato la tranquillità che lo aveva contraddistinto fino al giorno precedente, ma purtroppo non fu così.
Tra le 17:51 e le 17:52 di giovedì 16 settembre accadde ciò che nessuno avrebbe mai potuto immaginare. Il rombo di alcuni aerei in arrivo nel cielo terso di Buccino non provocò nessun allarme nella popolazione dato il passaggio, nei giorni precedenti, di molti velivoli diretti o di ritorno dalle zone di combattimento nella Piana di Eboli e sul litorale salernitano. Stavolta però non si trattava di aerei ricognitori né di aerei di passaggio, ma di bombardieri che avevano come obiettivo la zona. La documentazione rintracciata negli archivi inglesi ha permesso di identificarli con una formazione di bombardieri “Martin Baltimore” della Royal Air Force (RAF) composta da 12 aerei appartenenti al 223º squadrone, accompagnati da altri 12 velivoli del 55º Squadrone e scortati da 12 caccia di uno squadrone non meglio specificato. Gli equipaggi erano formati da soldati inglesi, australiani, neozelandesi, canadesi e sudafricani. L'obiettivo della missione dei due squadroni era il bombardamento della strada di collegamento tra Contursi e la zona di Balvano, allo scopo di bloccare l'avanzamento delle colonne militari tedesche che si muovevano lungo di essa, ed aveva tra i suoi obiettivi anche i centri abitati di Buccino e Contursi. A Contursi e nelle sue vicinanze in quel momento era concentrata, infatti, gran parte delle forze tedesche presenti in zona, la 10ª Armata guidata dal generale Heinrich Scheel Von Vietinghoff e la 29ª Panzer Division.
Gli aerei del 223º squadrone erano decollati alle 16:30 dalla base di Gerbini 3 (ad ovest di Catania, oggi nota come Sigonella) guidati dal tenente di squadriglia Walter Sidney Chubb e dall'ufficiale navigante L. G. Walker. Dalla stessa pista erano partiti anche gli aerei del 55º squadrone, guidati dal capo squadrone D. H. Hannah, mentre i caccia di scorta si erano uniti al gruppo alle 17:00 presso Milazzo. Seguendo la rotta prestabilita, che passava ad est di Stromboli e Punta Licosa, raggiunsero il golfo di Salerno e poi si diressero verso i loro obiettivi.
Il primo gruppo di sei aerei del 223º squadrone bombardò la strada che portava da Contursi a Buccino: le bombe sfiorarono anche il centro abitato di Contursi e colpirono il lato sud–est del tragitto. Il secondo gruppo di sei aerei dello stesso squadrone, proveniente dalla zona di Contursi, arrecò invece pochi danni alla strada perché essa fu individuata troppo tardi dai piloti, che alle 17:51 riuscirono invece a colpire l'intero centro abitato di Buccino. Il bombardamento del centro di Buccino e delle strade circostanti il paese fu anche ripreso con una telecamera dall'operatore James Ernest Frederick Wright, un soldato inglese posizionato su uno degli aerei dello squadrone. Le preziosissime immagini di questo filmato (conservato presso l'Imperial War Museum di Londra) permettono di comprendere quali furono le zone colpite.
Le bombe erano di piccolo-medio calibro (250 libbre) comunemente chiamate “spezzoni incendiari” e furono lanciate dall'altezza di diecimila piedi. Il tutto durò poco più di un minuto. Gli aerei, con la stessa rapidità con cui erano apparsi, si allontanarono dai cieli di Buccino e, passati poi ad ovest di Sapri, rientrarono alle rispettive basi di partenza. Le prime bombe caddero ai margini della strada nelle vicinanze del paese nella zona dei Rizzi e poi in quella dei Fondoni e del Sarnese, le successive colpirono invece interamente il paese. Una “strisciata”, partendo dalla zona di piazza San Vito, colpì in successione il giardino di fronte alla chiesa di S. Antonio, la zona compresa tra il campanile della chiesa e il lavatoio, le zone del Palazzo della Principessa, di via Forcella e piazza Amendola, l'area intorno al castello, la zona di via Egito e Porta S. Mauro, quelle di S. Elia, di San Giovanni e infine quella presso il largo dell'Annunziata, lungo la strada che sale al santuario di S. Maria delle Grazie.
La scena più agghiacciante si presentò a Piazza S. Vito, lo slargo allora poco abitato che prendeva il nome dalla omonima cappella che allora vi esisteva. Qualche attimo prima della caduta delle bombe, infatti, un aereo inglese, presumibilmente uno dei kittyhawks di scorta agli squadroni, che precedeva a media–bassa quota i bombardieri per neutralizzare presenze nemiche e distruggere le eventuali difese contraeree, effettuò due sventagliate di mitraglia sulla piazza e sulle persone che vi si trovavano in quel momento: persero la vita dieci ragazzini di età compresa tra i dieci e i tredici anni. Come altri loro compagni, provenienti dai diversi rioni del paese, avevano l'abitudine di riunirsi in quel luogo perché spesso nel pomeriggio arrivavano i tedeschi che distribuivano caramelle, cioccolato e qualche volta anche scatolette di carne da poter portare a casa, ma soprattutto per giocare. Si divertivano con pezzettini di legno e segatura in mezzo ai tronchi di una segheria, scivolavano avventurosamente nel canale di scolo dell'acqua che da dietro la cappella di S. Vito scendeva davanti alla segheria oppure correvano allegramente dietro ad un pallone di stracci nello spazio davanti alla cappella o nel prato che si trovava appena fuori dal paese verso la zona di S. Paolo, dove ora si trova il prefabbricato del vecchio comune. Qualche attimo dopo, a completare la distruzione giunsero anche le bombe, che portarono ancora morte in tutto il paese. Alla fine Piazza S. Vito fu avvolta da un silenzio irreale e spettrale, rotto dopo qualche secondo dalle grida dei bambini, gravemente feriti ma ancora vivi, e da quelle disperate delle loro madri e dei loro padri. La scena che si presentò agli occhi dei sopravvissuti dovette essere straziante.
"I padri seppellirono i figli, restituiti dalle macerie a misere tavole di legno, tra l'urlo delle madri e lo sgomento degli altri", come scrisse il professore buccinese Marcello Gigante ricordando quei tragici attimi.
Alcuni bambini morirono sul colpo mentre altri moriranno nel giro di poche ore o di qualche giorno per le infezioni provocate dalle profonde ferite, vista la scarsità di medicinali e disinfettanti non poterono essere curate. Man mano che venivano ritrovati sotto le macerie degli edifici, i corpi dei bambini dilaniati dalle mitragliatrici furono deposti nella vicina cappella di S. Vito, dove ricevettero l'ultima benedizione dal parroco don Nicola Tuozzo, prima di essere trasportati alla meglio su un carretto verso il cimitero. Ad accompagnarli nel loro ultimo viaggio furono i soli familiari affranti, che si occuparono anche della sepoltura dei loro cari dal momento che quasi tutta la popolazione buccinese, compresi anche i tutori dell'ordine ed alcuni sacerdoti, per il timore di nuovi bombardamenti era fuggita fuori dal paese. Successivamente fu celebrato un funerale solenne per tutte le vittime che vide la partecipazione di tutta la cittadinanza e delle autorità. Alcuni testimoni hanno affermato che le madri dei bambini sarebbero andate nella vicina S. Gregorio Magno per chiedere ai padri gregoriani di fornire loro delle piccole bare che a Buccino non era possibile trovare, ottenendo il sostegno dei gregoriani e riportando in una macabra processione ognuna la bara per il suo bambino.
La tragedia umana però non si fermò a Piazza San Vito. Ai 10 bambini mitragliati si aggiunsero altri 34 morti provocati nelle varie zone del paese dal successivo bombardamento. Tra queste, particolarmente tragica fu la sorte di alcune famiglie non buccinesi, provenienti soprattutto dalla provincia di Napoli, sfollate nel paese per sfuggire ai bombardamenti della zona napoletana.
Il bombardamento durò poco più di un minuto, ma ci sarebbero voluti anni al paese per recuperare l'integrità dei suoi edifici e della sua anima. Per diversi giorni furono estratti i morti e i feriti dalle macerie. Per fortuna alcune persone, ferite dalle schegge delle bombe, riuscirono ad essere curate e si salvarono. Ingenti furono anche i danni materiali: nel paese, allora abitato da 7100 persone e con un numero di 800 vani preesistenti al bombardamento, 100 vani erano stati distrutti dal bombardamento, 180 erano stati gravemente danneggiati, 205 quelli lievemente danneggiati 205 e 90 furono le persone rimaste senza tetto.
Due giorni dopo il bombardamento, il 18 settembre anche la piccola guarnigione tedesca abbandonò definitivamente Buccino. Per rendere impraticabile la strada di accesso al paese, fecero saltare le mine interrate al largo S. Vito, dove l'esplosione distrusse anche l'omonima cappella, già molto danneggiata dal bombardamento alleato. Gli alleati giunsero in paese pochi giorni dopo, forse già il 19 settembre: arrivarono sia gli americani sia l'armata inglese, probabilmente dei reparti canadesi, ma si ignora chi fu a liberare il paese.

## I motivi
Se comprensibili e documentati sono i motivi che portarono al tragico bombardamento del paese, non è possibile dare una spiegazione certa al mitragliamento condotto dai caccia di cui furono vittime i bambini: nonostante le ricerche tentate si ignorano gli esecutori ed i motivi. L'unica risposta possibile rimane quella fornita da un addetto dell'ambasciata britannica in Italia, il quale in risposta ad una richiesta di informazioni sull'accaduto rispose che «per rispondere ai suoi "perché", posso solo dire che era in corso una guerra».
Quei bambini furono dunque considerati "danni collaterali" della guerra, rimasta lontana e quasi estranea prima e che dopo quel giorno non avrebbe mai più abbandonato la vita e i ricordi dell'intera comunità buccinese. Si ritrovarono ad essere inconsapevoli oggetti «di un assurdo tiro al bersaglio di una follia sfrenata e tuttavia lucida di un blocco di cervelli taurinamente imbestialiti nelle maglie del terrore e dell'odio», come precisò il professore Marcello Gigante nel ricordare i tragici avvenimenti di quei giorni.

## Le vittime
Le vittime del bombardamento furono:
- Bartilotti Elena anni 12;
- Bartilotti Iolanda anni 5;
- Bartilotti Lucia anni 10;
- Bartilotti Rita anni 16;
- Basile Giuseppe anni 12;
- Candela Carmela anni 19;
- Caputo Vito anni 51;
- Catone Antonetta anni 23;
- Catone Giuseppe anni 14;
- Chiariello Rosa anni 2;
- Cipriano Antonio anni 10;
- Clemente Lucia anni 29;
- Del Chierico Adolfo anni 13;
- Del Monte Carmela anni 23;
- De Lucia Gerardo Nicola anni 10;
- Fontana Elio anni 4;
- Fumo Pasqualina anni 11;
- Giglio Giuseppe anni 66;
- Grieco Concetta anni 45;
- Grimaldi Cosimo anni 13;
- Grimaldi Ercole anni 10;
- Grassi Gennaro anni 6;
- Lepore Pasquale Mesi 11;
- Lepore Teresa anni 40;
- Li Santi Armando anni 14;
- Lordi Rosa anni 42;
- Maruottolo Giuseppe anni 46;
- Monaco Gerardo anni 7;
- Moscatelli Antonio Mesi 10;
- Moscatelli Carmela anni 3;
- Natale Carmine anni 67;
- Parisi Giuseppe anni 13;
- Re Sabato anni 2;
- Russo Gerardo anni 9;
- Salimbene Ferdinando anni 10;
- Scaffa Ettore anni 11;
- Sciarrillo Pasqualina anni 64;
- Solitro Clotilde anni 60;
- Solitro Franca anni 32;
- Tuozzo Francesco anni 11;
- Volpe Angela anni 60;
- Volpe Concetta anni 56;
- Zinno Antonio anni 62;
- Zitarosa Teresa anni 18.

## Il ricordo
Il 5 novembre 2005, l'Amministrazione Comunale in ricordo della strage ha installato nel locale Parco della Rimembranza la scultura "Vite in gioco" donata dall'artista salernitano Bartolomeo Gatto su sollecitazione dello scrittore buccinese Enzo Landolfi.
Il 14 e 15 settembre 2013, l'Amministrazione Comunale in collaborazione con il gruppo di ricerca "Buccino nella Storia" ha celebrato il 70º anniversario della strage con una manifestazione di due giorni, in cui è stato presentato il volume "16 settembre 1943. Quando i padri seppellirono i figli", in cui lo storico Emanuele Catone ricostruisce storicamente per la prima volta gli avvenimenti, è stato proiettato il video originale del bombardamento ed è stato rappresentato il monologo teatrale "Il pallone di pezza", scritto e interpretato dall'attore salernitano Claudio Lardo.
Con Delibera di Giunta del 16 settembre 2013 l'Amministrazione Comunale di Buccino ha richiesto alla Presidenza della Repubblica il riconoscimento della medaglia al valor civile per i fatti del 16 settembre 1943.
Il 26 novembre 2013 presso la Sala Capitolare del Senato della Repubblica al Comune di Buccino è stato assegnato il Premio di Rappresentanza della Presidenza della Repubblica alla memoria delle giovani vittime del 16 settembre 1943.